# F. S. Gilbert
Pour les articles homonymes, voir Gilbert.
Cet article court présente un sujet plus développé dans : Michel Fabre (scénariste) et Jacques Serguine.
F. S. Gilbert est un pseudonyme collectif utilisé par le scénariste Michel Fabre et le romancier Jacques Serguine pour signer à quatre mains un unique roman policier.

## Œuvre

### Roman
- ... et puis s'en vont, Paris, Gallimard, coll. « Série noire » no 993, 1965

## Source
- Claude Mesplède et Jean-Jacques Schleret (Éd. rév. de: SN, voyage au bout de la Noire), Les auteurs de la Série noire, 1945-1995, Nantes, Joseph K, coll. « Temps noir », 1996, 627 p. (ISBN 978-2-910-68611-6, OCLC 300207570), p. 197-198.